# Toupaye d'Elliot
Anathana ellioti
Genre
Espèce
Répartition géographique
Statut de conservation UICN

 LC  : Préoccupation mineure
Statut CITES

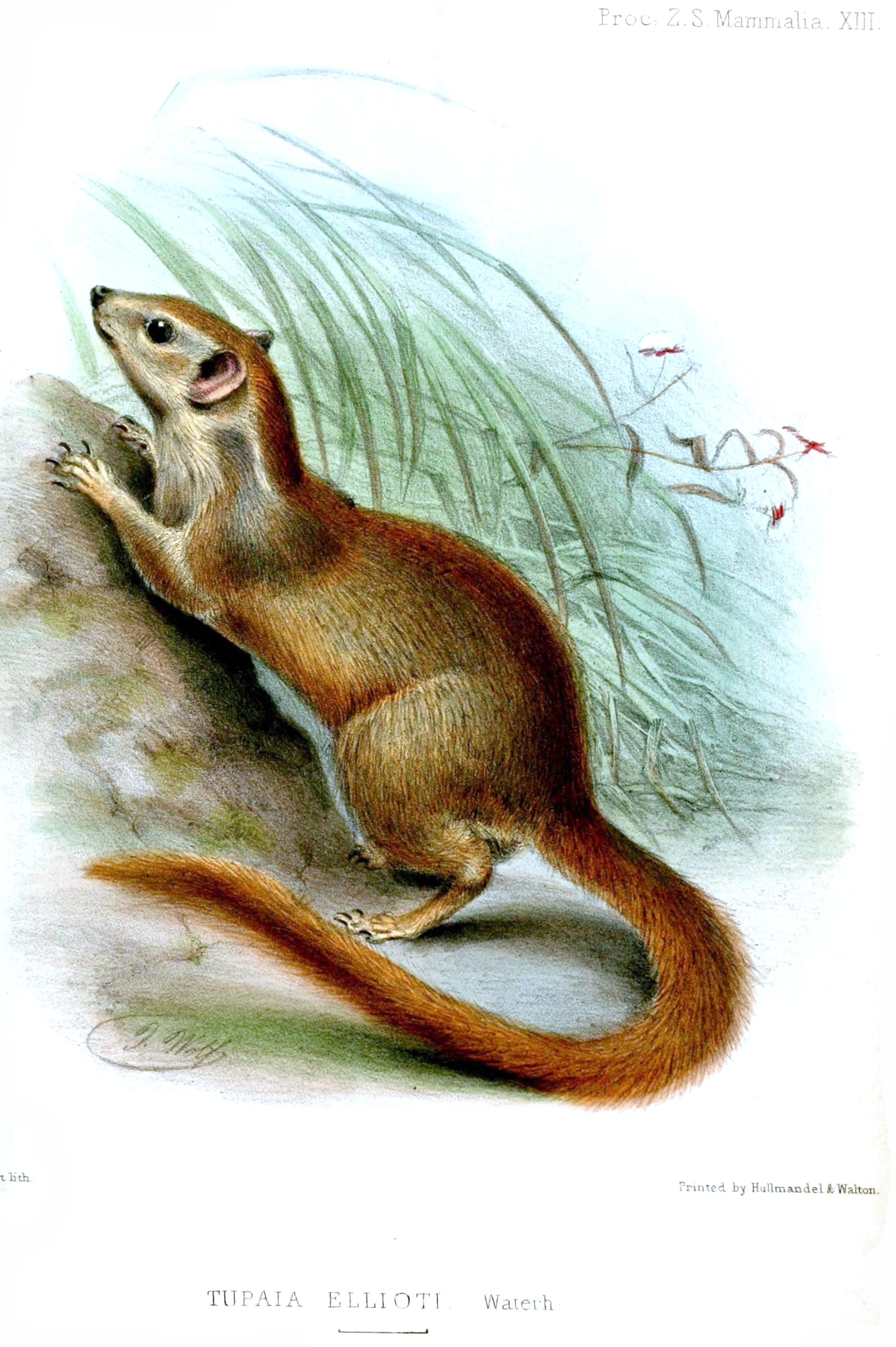
Illustration par Joseph Wolf (1849)

Le Toupaye d'Elliot ou Toupaye des Indes (Anathana ellioti) est une espèce de petit mammifère qui vit dans les forêts tropicales d'Asie du Sud. Ressemblant à un écureuil, il fait en réalité partie de l'ordre des scandentiens, plus proche des primates que des rongeurs.
C'est la seule espèce du genre Anathana.

## Description
Le toupaye des Indes mesure de 17 à 20 cm de long avec une queue de 16 à 19 cm et pèse 150 g. Sa fourrure est mouchetée de jaune et de brun sur le dos. Son museau est pointu. Sa longue queue lui sert de balancier.
Le jour, il cherche des vers, des insectes et des fruits dans les arbres et les buissons. La nuit, il dort dans un trou ou un arbre creux.